# In God We Trust
In God we trust (angleško: v Boga zaupamo) je od 1956 uradno geslo Združenih držav Amerike, ki je namestilo E pluribus unum, geslo, sprejeto leta 1782. 
Geslo v Boga zaupamo je v ZDA tiskano na kovancih od 1864 in na bankovcih od 1957.
Uporaba gesla je sporna v sekularističnih krogih zaradi kršenja ustave Združenih držav Amerike.